# Qūreh Darreh
Qūreh Darreh (persiska: قوره درّه) är en ort i Iran.   Den ligger i provinsen Kurdistan, i den nordvästra delen av landet, 500 km väster om huvudstaden Teheran. Qūreh Darreh ligger 1 686 meter över havet och antalet invånare är 198.
Terrängen runt Qūreh Darreh är huvudsakligen kuperad. Qūreh Darreh ligger nere i en dal.Runt Qūreh Darreh är det ganska glesbefolkat, med 50 invånare per kvadratkilometer. Närmaste större samhälle är Bāneh, 19,7 km sydväst om Qūreh Darreh. Trakten runt Qūreh Darreh består i huvudsak av gräsmarker.